# Lecane pyriformis
Lecane pyriformis is een raderdiertjessoort uit de familie Lecanidae. De wetenschappelijke naam van deze soort is voor het eerst geldig gepubliceerd in 1905 door Daday.